# Fuentelsaz
Fuentelsaz település Spanyolországban, Guadalajara tartományban. Fuentelsaz Tartanedo, Milmarcos, Campillo de Aragón, Cimballa és Tortuera községekkel határos. Lakosainak száma 83 fő (2024).

## Népesség
A település népessége az utóbbi években az alábbiak szerint változott:
| Lakosok száma | 128  | 118  | 118  | 107  | 112  | 103  | 104  | 94   | 92   | 83   |
|               | 2001 | 2004 | 2006 | 2009 | 2011 | 2014 | 2016 | 2019 | 2021 | 2024 |